# HMS Revenge (1577)
HMS Revenge (Zemsta) – angielski XVI-wieczny galeon, okręt flagowy wiceadmirała Francisa Drake'a, wsławił się podczas walk z hiszpańską Wielką Armadą w 1588 roku. Pierwszy spośród trzynastu okrętów Royal Navy noszących do dziś tę nazwę. Wodowano go w roku 1577 w porcie w Deptford nad Tamizą (obecnie południowy Londyn).

## Galeon nowego typu
"Revenge" został zbudowany przez Matthew Bakera, królewskiego szkutnika (ang: Master Shipwright) angielskiej floty, pod nadzorem Skarbnika i Nadzorcy Floty Johna Hawkinsa jako razee czyli "strzyżony". W porównaniu z poprzednimi okrętami z epoki Tudorów, takimi jak "Mary Rose" czy też "Henry Grace a Dieu" okręt charakteryzował się obniżoną nadbudówką dziobową (forkasztel) oraz zmianą kształtu kadłuba w proporcjach 4:1 (długość do szerokości), podczas gdy wcześniejsze galeony, wywodzące się bezpośrednio z karaki miały proporcje 2:1. W latach poprzedzających zbudowanie "Revenge" angielscy szkutnicy królewscy Peter Pett i Mattew Baker zbudowali kilka małych galeonów takich jak: "Foresight" w 1570 roku (295 ton wyporności), "Dreadnought" w 1573 (360 t) oraz "Swiftsure" (350 t), aby potwierdzić przyjęte założenia konstrukcyjne. Zmiany okazały się udane, okręty miały dobre właściwości morskie, w porównaniu do starszych konstrukcji były szybsze i świetnie manewrowały przy każdym niemal wietrze. Przy stosunkowo niewielkiej wyporności (440 t) "Revenge" okazał się udanym, silnie uzbrojonym okrętem. koszt budowy wyniósł 4000 ówczesnych funtów. Wszystkie pozostałe galeony królewskie zbudowane za czasów królowej Elżbiety ("Ark Royal", "Vanguard" i "Rainbow") powstały według tych samych założeń konstrukcyjnych.

## Historia
W 1587 roku "Revenge" wziął udział w udanym ataku Drake'a na Kadyks, który wyrządził hiszpańskiej flocie wiele szkód, tak że wyprawa Wielkiej Armady, musiała być przełożona na następny rok.
W 1588 roku "Revenge" został flagowym okrętem Eskadry z Plymouth pod dowództwem wiceadmirała Drake'a, będącego zastępcą głównodowodzącego angielską flotą Lorda Wysokiego Admirała Charlesa Howarda. Walki z Armadą potwierdziły wartość bojową okrętu i angielskiej taktyki morskiej. Okręt został uszkodzony w bitwie pod Gravelines 8 sierpnia - do wymiany nadawał się grotmaszt.
W 1589 roku galeon ponownie został okrętem flagowym Drake'a podczas angielskiej wyprawy odwetowej po odparciu Armady przeciwko La Coruñi i Lizbonie, zakończonej niepowodzeniem, po którym Drake wpadł w niełaskę i kilka następnych lat spędził na lądzie.
W 1590 "Revenge" pod nowym dowództwem, znanego z walk z Armadą Martina Frobishera, wziął udział w nieudanej wyprawie przeciwko hiszpańskiej flocie skarbów powracającej z Nowego Świata.
Rok później w pobliżu Azorów nadarzyła się następna okazja do ataku na flotę skarbów. "Revenge" dowodzony przez Richarda Grenvilla stanowił część eskadry 6 galeonów królewskich pod dowództwem admirała Howarda. Atak na hiszpańską flotę, płynącą w konwoju, liczącym ok. 55 statków, zakończył się porażką Anglików. Wieczorem 31 sierpnia "Revenge" został zasłonięty od wiatru przez wielki galeon hiszpański "San Felipe" (1500 ton wyporności, ponad trzy razy więcej od galeonu angielskiego) i zmuszony do zatrzymania. Bitwa trwała całą noc, w ciągu której załoga "Revenge", otoczona przez hiszpańskie okręty, wielokrotnie odpierała ataki nieprzyjaciela. Nad ranem ciężko uszkodzony, pozbawiony takielunku, angielski galeon skapitulował. Załoga poniosła znaczne straty, zmarł również z odniesionych ran Richard Grenville. Był to jedyny przypadek zdobycia angielskiego galeonu w walce przez Hiszpanów. Wkrótce potem zatonął on w sztormie, a wraz z nim 16 innych hiszpańskich statków.
Ostatnia bitwa "Revenge" na trwale weszła do angielskiej literatury poprzez poemat Tennysona pod tym samym tytułem.